# Polskie Centrum Mediacji
Stowarzyszenie Polskie Centrum Mediacji – kontynuacja działalności Zespołu ds. Wprowadzenia Mediacji w Polsce przy Stowarzyszeniu Penitencjarnym Patronat. Stowarzyszenie powstało w maju 2000 roku.
Polskie Centrum Mediacji zajmuje się wszystkimi typami mediacji: oświatowymi, rodzinnymi, cywilnymi, gospodarczymi, pracowniczymi, społecznymi, karnymi, dotyczącymi nieletnich sprawców przestępstw, okołorozwodowymi. Jednym z ważniejszych wydarzeń w historii PCM było powołanie w 2005 roku ogólnopolskiej Społecznej Rady do Spraw Alternatywnych Metod Rozwiązywania Konfliktów i Sporów przy Ministrze Sprawiedliwości, której przewodniczącą wybrana została prezes Polskiego Centrum Mediacji dr Janina Waluk. Prezes Polskiego Centrum Mediacji – Jerzy Książek – jest również rzecznikiem prasowym Społecznej Rady ds. Alternatywnych Metod Rozwiązywania Konfliktów i Sporów.

## Publikacje
Polskie Centrum Mediacji, wcześniej jako Zespół ds. Wprowadzania Mediacji od 12 lat zajmuje się wydawnictwem. PCM jest wydawca jedynej cyklicznej publikacji w Polsce poświęconej mediacji – „kwartalnika „Mediator”.

### Publikacje PCM
- Wright, M. „Przywracając szacunek sprawiedliwości” Wyd. Polskie Stowarzyszenie Edukacji Prawnej
- „Kodeks Etyki Mediatora”
- „Rozwiązywanie konfliktów w środowisku szkolnym”, pod red. Magdaleny Grudzieckiej, PCM 2006
- „Prawo a rozwiązywanie sporów”, pod red. Magdaleny Grudzieckiej, PCM 2005
- „Mediacje – Rozwiązywanie sporów bez przemocy – biuletyn pokonkursowy”, pod red. Magdaleny Grudzieckiej, PCM 2006

## Historia PCM
W 1992 roku przedstawiciele zarządu Głównego Stowarzyszenia Penitencjarnego Patronat oraz członkowie działającego wówczas Biura Interwencji Senatu na zaproszenie niemieckiej Fundacji H. Bőlla, udali się do Kolonii, gdzie poznali działalność niemieckich ośrodków mediacji, zajmujących się głównie nieletnimi sprawcami czynów zabronionych. Uzyskane tam informacji pomogły przy tworzeniu Zespołu ds. Wprowadzenia Mediacji w Polsce, który udało się oficjalnie powołać w grudniu 1995 roku. Zespół ten był afiliowany przy Stowarzyszeniu Penitencjarnym Patronat oraz wspierany finansowo przez Fundację H. Bőlla.
Jednym z najważniejszych celów Zespołu było wprowadzenie mediacji jako instytucji prawnej do polskiego wymiaru sprawiedliwości. Po powołaniu Zespołu na terenie całego kraju powstawały specjalne placówki, w których realizowano eksperymentalny program mediacji między sprawcą czynu a pokrzywdzonym. Program ten wspomógł ostateczne wprowadzenie zmian w prawie karnym dotyczących wprowadzenia instytucji mediacji do kodeksy karnego i kodeksu postępowania karnego w 1997 roku. Następnie w sierpniu 1998 roku w życie weszło rozporządzenie Ministerstwa Sprawiedliwości w sprawie warunków prowadzenia mediacji w sprawach dorosłych sprawców przestępstw, a w maju 2001 roku analogiczne rozporządzenie dotyczące nieletnich sprawców.
Zespół ds. Wprowadzenia Mediacji w Polsce organizował równocześnie zakrojone na szeroką skalę szkolenia. Między innymi przeszkolonych zostało ponad 400 przyszłych mediatorów. Ponadto grupa 20 najlepszych mediatorów ukończyła szkolenie II stopnia prowadzone przez niemieckich specjalistów i otrzymała certyfikat doradcy ds. rozwiązywania konfliktów.
Po pięciu latach intensywnej działalności na rzecz promowania szeroko rozumianej idei mediacji, Zespół ds. Wprowadzania Mediacji w Polsce rozszerzył swoją działalność powołując Stowarzyszenie Polskie Centrum Mediacji.
PCM był już doświadczony w sprawach nieletnich sprawców czynów zabronionych, w sprawach karnych, cywilnych i rodzinnych. W 2002 roku po raz pierwszy przeprowadzono konkurs „Rozwiązuję spory bez przemocy, czyli co wiem o sprawiedliwości naprawczej w Polsce?”. Był to konkurs skierowany do młodzieży w wieku gimnazjalnym w całej Polsce. Już po roku, dzięki bardzo dużemu zainteresowaniu, program zmienił formułę. W kolejnych latach, oprócz konkursu był to również program profilaktyczno-edukacyjny, w którego skład wchodziło 20 godzin warsztatów zarówno dla uczniów jak i nauczycieli, a w późniejszych latach, również rodziców. Program ten był przyczynkiem do wprowadzenia mediacji rówieśniczych do szkół jako sposobu na rozwiązanie konfliktu bez przemocy.